# الخاندرو هرناندز هرناندز
آلخاندرو خوزه هرناندز هرناندز (اسپانیایی: Alejandro José Hernández Hernández‎؛ زادهٔ ۱۰ نوامبر ۱۹۸۲) داور حرفه‌ای فوتبال اهل اسپانیا است.
او از سال ۲۰۱۴ تاکنون از داوران بین‌المللی فیفا به‌شمار می‌رود.